# Eishalle Schoren
 (avril 2025).
La Eishalle Schoren,  est une patinoire couverte de Suisse et située à Langenthal, dans le canton de Berne.
Ouverte en 1961, elle accueille tous les matchs du SC Langenthal, pensionnaire actuel de MyHockey League. Elle a une capacité de 4002 places, dont 1213 places assises.